# Corticaria rueckeri
Corticaria rueckeri es una especie de coleóptero de la familia Latridiidae.

## Distribución geográfica
Habita en España.